# Gouden Hoorn

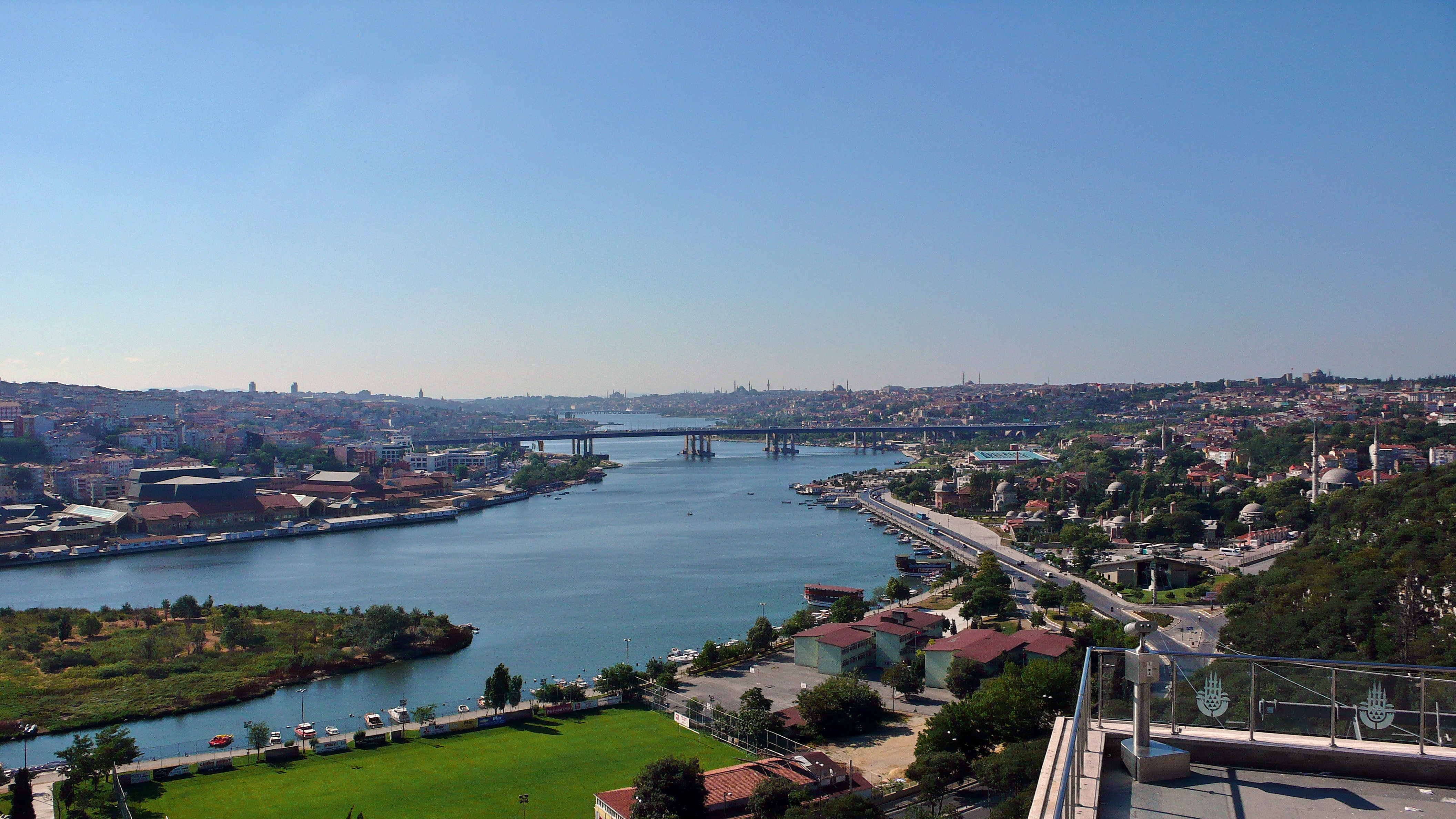
Uitzicht over de Gouden Hoorn vanaf het kerkhof boven de Eyüp Sultan-moskee; op de voorgrond de Haliçbrug, in de verte de Atatürkbrug, 2008

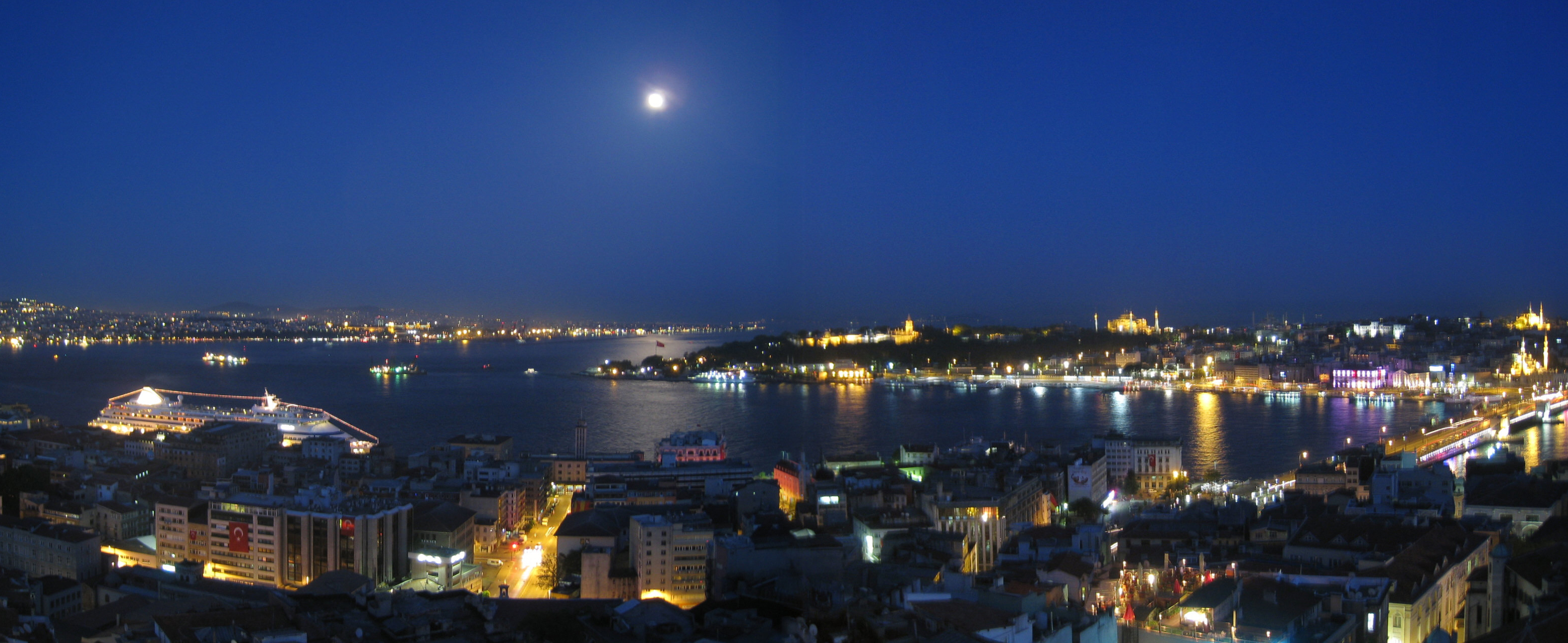
De Gouden Hoorn bij nacht, 2008

De Gouden Hoorn (Turks: Haliç, Grieks: Χρυσοκερας) is een estuarium dat door de stad Istanbul loopt. De Gouden Hoorn scheidt de binnenstad in het zuidwesten van de wijk Galata in het noordoosten.
De binnenstad van Istanbul (het oude Constantinopel of Byzantium) wordt op die manier begrensd door de Gouden Hoorn in het noordoosten, de Bosporus in het oosten en de Zee van Marmara in het zuiden, en ligt daardoor strategisch op een landpunt. De Gouden Hoorn vormde een natuurlijke haven, reden voor de eerste Griekse kolonisten om daar om hun stad te stichten. Het hoofdkwartier van de vloot van het Byzantijnse Keizerrijk lag aan de Gouden Hoorn. Een grote ketting, gespannen over de Gouden Hoorn, moest vijandige schepen de toegang ontzeggen.
In de 10e eeuw wisten de Varjagen (Vikingen) de ketting te omzeilen door hun boten om Galata heen naar de Gouden Hoorn te dragen. In de daaropvolgende zeeslag werden de Varjagen echter verslagen door de Byzantijnen, die Grieks vuur gebruikten. Tijdens de Vierde Kruistocht (1204) wisten de Venetiërs de ketting met een stormram te breken. In 1453 kon de Osmaanse sultan Mehmet II Constantinopel pas innemen nadat hij zijn vloot, net als de Varjagen eerder, over houten balken achter Galata langs naar de Gouden Hoorn had laten slepen. Voordien had de sultan zijn vloot ernstig beschadigd door te proberen de ketting te doorbreken.
De Gouden Hoorn bleef ook na de val van Constantinopel in 1453 de haven van de stad, waar veel buitenlandse handelaren en etnische of religieuze minderheden (Venetiërs, Joden, Genuezen en de Griekse meerderheid – later minderheid – van de stad) zich vestigden. In 1502 ontwierp Leonardo da Vinci een 240 meter lange brug over de Gouden Hoorn voor sultan Bayezid II, maar het ontwerp werd nooit uitgevoerd. In 2001 werd een kleinere versie van het ontwerp bij Ås in Noorwegen gebouwd. Op 26 mei 2006 kondigde de Turkse regering aan dat het ontwerp van Da Vinci alsnog zou worden uitgevoerd.
De Gouden Hoorn wordt inmiddels volledig door de stad Istanbul ingesloten. In 1836 werd de Galatabrug over de Gouden Hoorn gebouwd, zodat Galata en Eminönü (het oude centrum) met elkaar verbonden werden. Verder landinwaarts zijn nog een aantal bruggen te vinden: de Atatürkbrug (1940) en de Haliçbrug (1974) waarover de autosnelwegring om Istanbul loopt, alsook de Gouden Hoorn Metrobrug (2014) waarover een metrolijn van Istanbul loopt. Tot de jaren tachtig van de 20e eeuw werd de Gouden Hoorn gebruikt als stortplaats door zware industrie, maar sindsdien heeft strengere milieuwetgeving de waterkwaliteit doen verbeteren. Hierdoor werden de bestanden van lokale vissoorten, wilde dieren en flora grotendeels hersteld. De grote schoonmaak van het water van de Gouden Hoorn vond plaats onder de burgemeesters Bedrettin Dalan (jaren 80) en Recep Tayyip Erdoğan (jaren 90).